# Трут, Людмила Николаевна
Людми́ла Никола́евна Трут (6 ноября 1933, Юрьев-Польский, Ивановская Промышленная область — 9 октября 2024, Новосибирск) — советский и российский учёный-биолог, генетик, специалист по поведению животных. Соавтор (вместе с Д. К. Беляевым) эксперимента по одомашниванию чернобурых лисиц, начавшегося в 1952 году. С 1990 года занимала должность главного научного сотрудника лаборатории эволюционной генетики Института цитологии СО РАН в Новосибирске. В 2020 году была избрана членом Американской академии искусств и наук.

## Биография
Родилась в городе Юрьев-Польский Владимирской области, выросла в городе Киржач. С детства росла в окружении домашних животных, любовь к которым привила ей мать. В 1958 году с отличием закончила Московский государственный университет имени М.В. Ломоносова, где изучала физиологию и поведение животных. В 1965 году защитила кандидатскую диссертацию по теме «О связи поведенческих характеристик и репродуктивной функции пушных зверей семейства псовых», в 1980 году защитила докторскую диссертацию по теме «Роль поведения в изменении чернобурых лисиц путем доместикации».
Умерла 9 октября 2024 года в Новосибирске в возрасте 90 лет.

## Научная работа
В 1958 году приняла приглашение биолога Дмитрия Беляева, незадолго до этого назначенного руководителем Института цитологии Сибирского отделения АН СССР, и переехала в Новосибирский Академгородок, чтобы принять участие в эксперименте по одомашниванию дикой чернобурой лисицы и выведению новой породы, ручной и лояльной человеку не меньше, чем домашние собаки. Пилотная версия эксперимента проводилась Беляевым с 1952 года, но только в 1958 стало возможным организовать полномасштабный научный эксперимент в стенах института. Первые годы эксперимент проводился на базе промышленного зверопитомника «Лесной» в 360 км к юго-востоку от Новосибирска. Четыре раза в год исследовательница посещала питомник — отбирала самых спокойных лис для скрещивания, проводила наблюдения за процессом спаривания и рождения, за реакцией и поведением животных. Эксперимент быстро, уже спустя два-три года, стал приносить первые плоды — в каждом новом поколении число неагрессивных лис росло. В 1963 году, благодаря докладу Дмитрия Беляева на Гаагском Международном генетическом конгрессе эксперимент получил известность и признание среди зарубежных учёных. В 1967 году была оборудована экспериментальная звероферма при институте, и эксперимент продолжился уже там. Теперь Людмила могла наблюдать за животными ежедневно. В следующих поколениях стало меняться не только поведение лисиц, но и их морфологические признаки — изменилась окраска меха, приобретя характерные белые пятна, свойственные домашним животным; хвосты стали закрученными; изменилась форма черепа: он стал более коротким и округлым у одних особей, и более длинным и узким у других. Лисы стали издавать звуки, похожие на смех и бормотание (этому явлению Людмила дала название «вокализация ха-ха»).

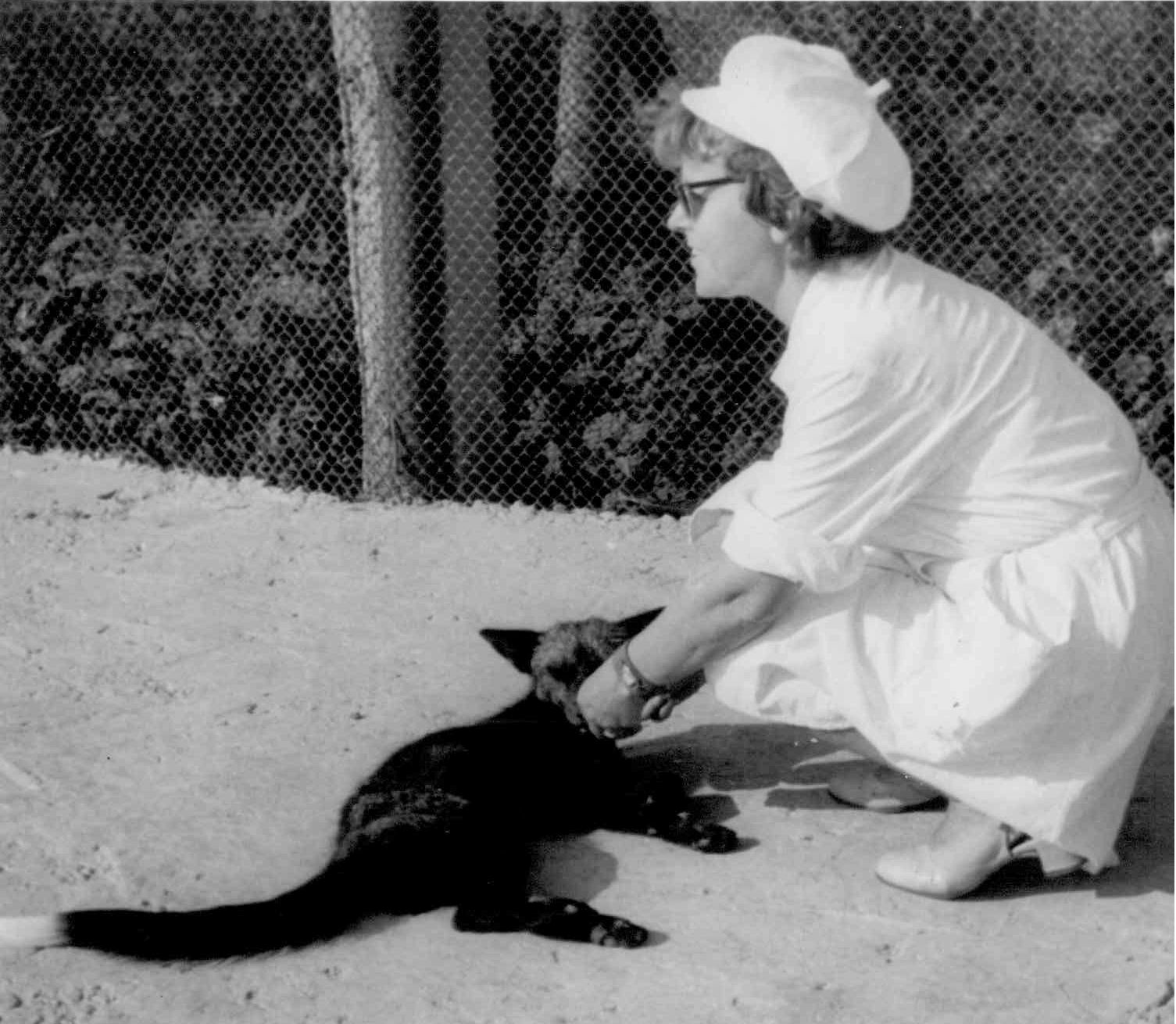
Людмила Трут и ручная лиса, 1974 год

В 1985 году, со смертью Дмитрия Беляева, ответственность за продолжение эксперимента полностью легла на Людмилу. С начала 1990-х годов финансирование институтов Академгородка было сильно сокращено. Не хватало средств на выплату зарплаты персоналу, на корм животным. Так продолжалось до 1998 года, когда в результате технического дефолта рубля финансовая поддержка эксперимента полностью прекратилась. Некоторое время проект поддерживался за счет денег с грантов, отложенных когда-то Людмилой, и личных средства работников института. Чтобы спасти лис от голода, Людмиле приходилось даже выходить на дороги, останавливать машины и просить водителей поделиться деньгами или едой в меру возможностей. Частью зверей пришлось пожертвовать, усыпив их и продав на шкурки, чтобы не дать погибнуть остальным. В начале 1999 года из 700 лис в живых на ферме осталось меньше 300.
Эксперимент спасла статья, написанная и отправленная Людмилой в научный журнал American Scientist незадолго до этого. В статье она рассказала о сути эксперимента, его исключительной продолжительности и впечатляющих результатах, о возможных перспективах для науки. В конце статьи было упомянуто бедственное финансовое положение, в котором оказался проект. В номере журнала за март-апрель 1999 года статья наконец была опубликована, и Людмиле стали приходить многочисленные письма из-за рубежа с предложениями финансовой помощи. Кто-то жертвовал по несколько долларов, но некоторые присылали и крупные суммы в 10 000—20 000 долларов, в результате чего лисы были спасены.
Эксперимент по одомашниванию чернобурой лисицы успешно длится уже более 60 лет и остается одним из самых знаменитых в эволюционной биологии. Помимо участия в нём, Людмила Трут стала автором более 160 научных работ и монографий, принимала участие в конференциях и выступала соавтором книг. Ею, в сотрудничестве с генетиком Анной Кукековой, картирован геном лисицы, проведено сравнение участков генома лисицы и собаки.

## Критика
Американский биолог Элинор Карлсон поставила под сомнение результаты эксперимента. Её поддержала биолог-эволюционист Кэтрин Лорд из Медицинской школы Массачусетского университета. Учёные утверждают, что эксперимент начался с разведения лисиц, которые не были дикими. Генетическое тестирование показало, что животные имеют гены лисиц из восточной Канады, вероятно, живших на звероферме острова Принца Эдуарда, что означает, что животные уже находились на пути к приручению. Вместе с тем Карлсон и её коллеги не отрицают, что эксперимент одомашнивания лис имеет большое значение, а их собственная работа по генетическим исследованиям не безупречна, поэтому не может быть расценена как доказательство нечистоты эксперимента.

## Награды
- орден «Знак Почёта»[7]
- серебряная и золотая медали ВДНХ[7]
- медаль «Ветеран труда»[7]
- медаль «Ветеран Сибирского Отделения РАН»[7]